# Георги Гинчев (футболен съдия)
Георги Милков Гинчев е бивш български футболист, понастоящем футболен съдия, ръководещ двубои от българската ЕФБЕТ Първа лига.
Роден е на 3 февруари 1988 г. в град Павликени, в семейството на Стела (бивша хандбалистка) и Милко Гинчев, който е бивш футболен съдия, понастоящем делегат на БФС. 
Неговият по-малък брат Стефан Гинчев е футболист, нападател, бивш юношески национал. Играе за отбора на ОФК Павликени.